# Statistisches Bundesamt

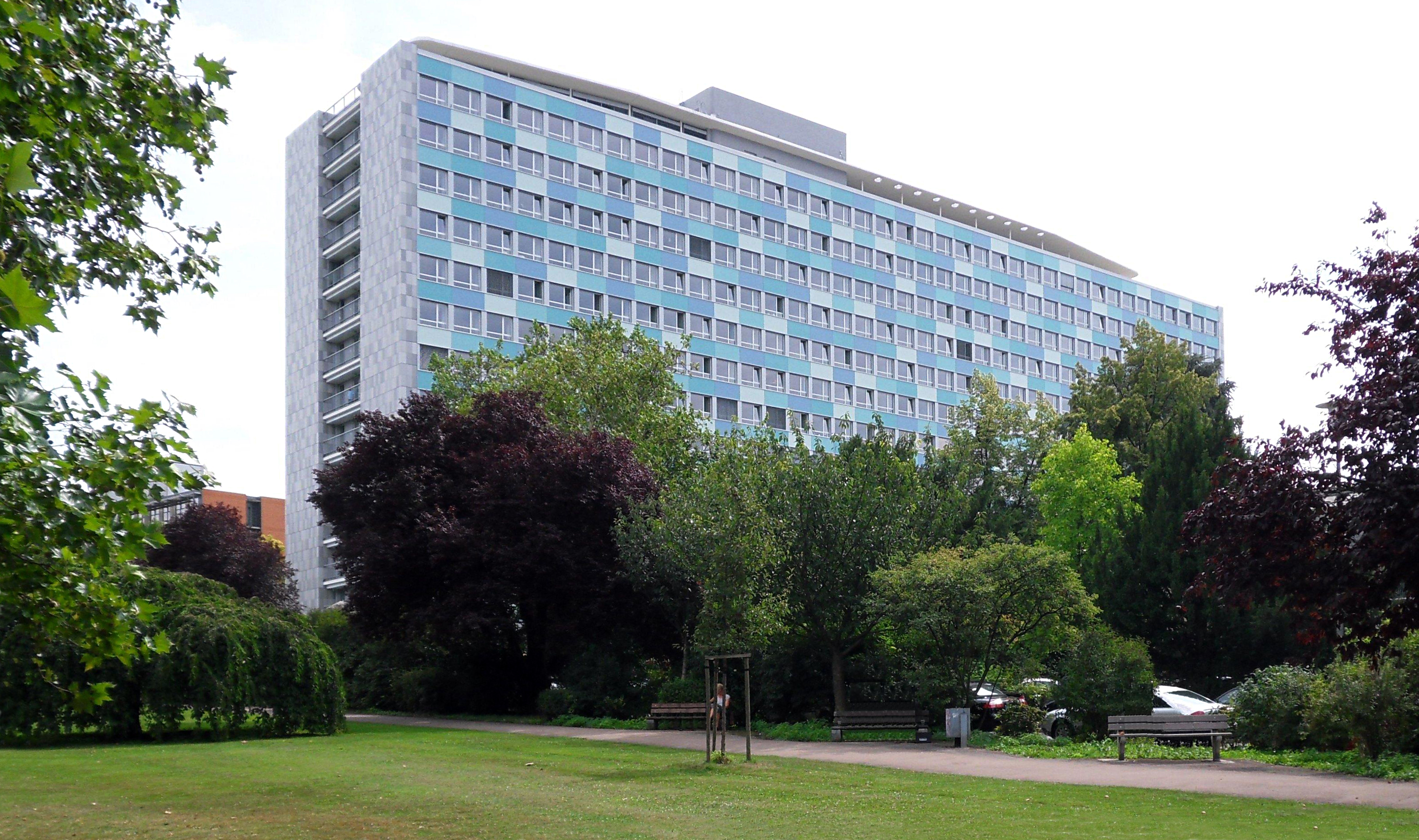
Kantoor van het Statistisches Bundesamt

Het Statistisches Bundesamt, afgekort Destatis, is het nationale instituut voor statistiek van Duitsland. Het instituut houdt zich bezig met het verzamelen en analyseren van statistische data. Het hoofdkantoor is gevestigd in Wiesbaden.